# Holothuria fuscopunctata
Holothurie trompe d'éléphant
Espèce
Statut de conservation UICN

 LC  : Préoccupation mineure
L’holothurie trompe d'éléphant (Holothuria (Microthele) fuscopunctata) est une espèce de concombres de mer de la famille des Holothuriidae.

## Description

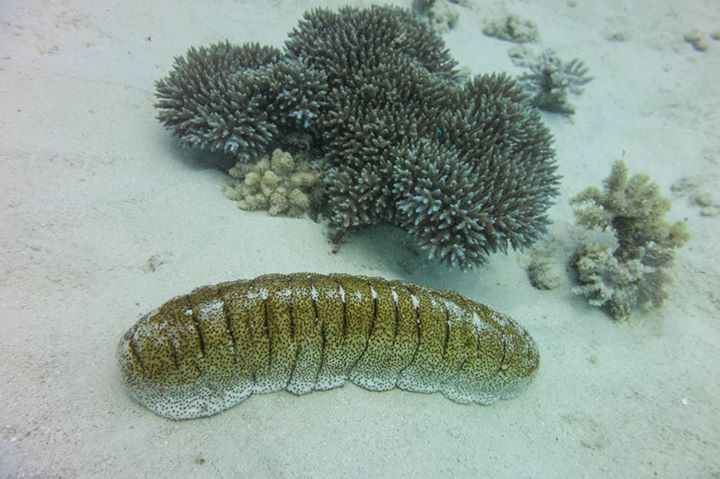
Holothurie trompe d'éléphant.

C'est une holothurie d'aspect caractéristique, avec un corps allongé en cylindre ovale (aplati sur la face ventrale), boudiné et arrondi aux deux extrémités. Cette holothurie peut mesurer jusqu'à 70 cm de long, mais dépasse rarement 50 cm en moyenne, pour un poids adulte oscillant entre 3 et 5,5 kg.
Sa couleur est assez variable : la moitié inférieure est souvent d'un blanc sale finement ponctué de noir, et la partie supérieure (appelée « bivium ») peut être du même ou colorée de fauve. Des lignes transversales noires sont souvent présentes sur le dos, au creux des rides. Le tégument est épais, et souvent couvert de sable fin. La bouche est ventrale et est entourée de 20 tentacules courts et bruns. À l'autre bout, l'anus est large et noir ; il n'a pas de dents anales mais est entouré de 5 papilles. Cette espèce n'a pas de tubes de Cuvier.

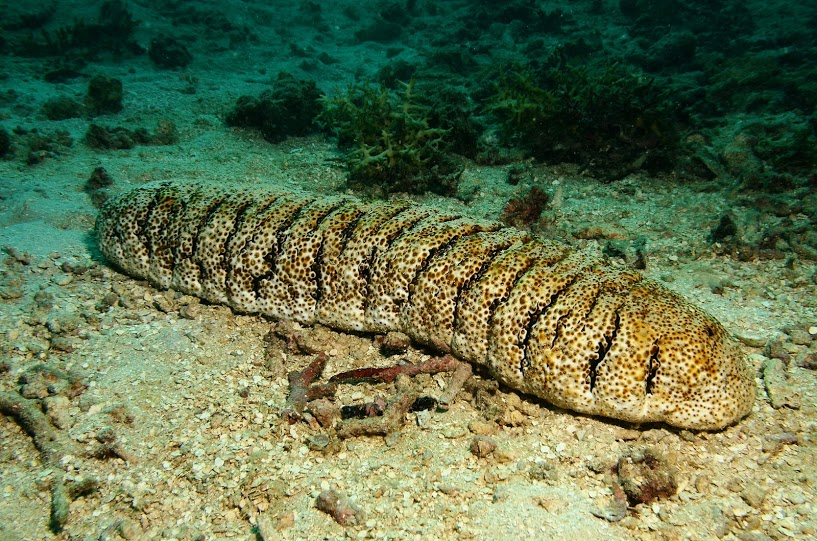
Gros spécimen du Pacifique.
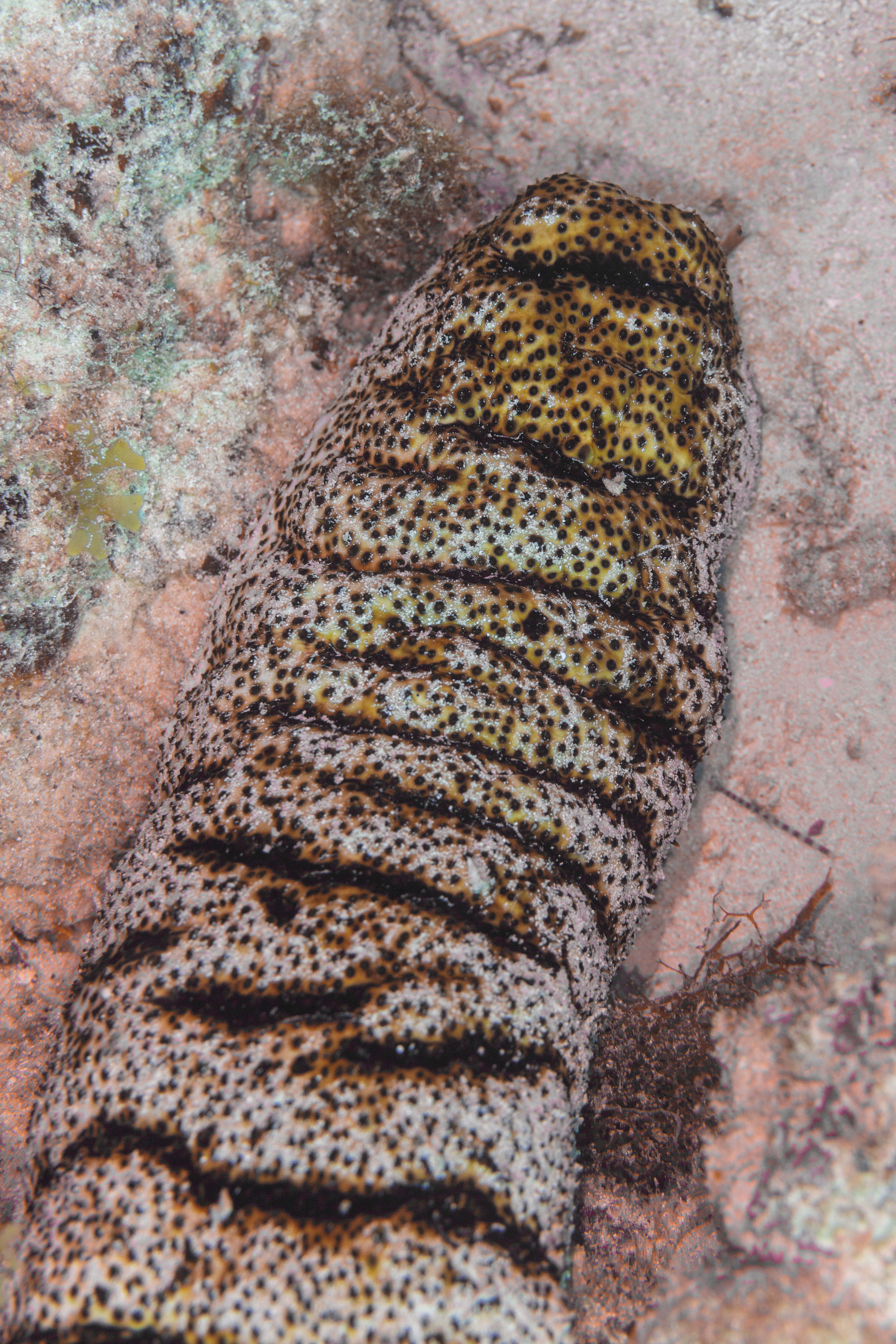
Détail

Cette espèce est souvent confondue avec Thelenota anax, d'écologie similaire mais pouvant atteindre des tailles encore plus imposantes. Cependant, cette dernière a moins souvent des rides transversales du niveau du dos, moins marquées, et porte en revanche presque toujours une ride longitudinale sur le côté. Sa silhouette est aussi plus angulaire, et elle est souvent couverte de verrucosités en relief parfois complexes. Son corps est aussi moins dur et de consistance plus spongieuse.

## Habitat et répartition
Cette espèce est très largement répartie dans le bassin Indo-Pacifique, de la côte est-africaine à la Polynésie.
Espèce benthique, on la trouve posée sur le fond, sur des substrats sableux peu profonds (entre 3 et 25 m de profondeur).

## Écologie et comportement

### Alimentation
Comme toutes les holothuries de son ordre, cette espèce se nourrit en ingérant le substrat sableux, qu'elle trie grossièrement et porte à sa bouche à l'aide de ses tentacules buccaux pour en digérer les particules organiques.

### Reproduction
La reproduction est sexuée, et la fécondation a lieu en pleine eau après émission synchronisée des gamètes mâles et femelles (les holothuries adoptent alors une position érigée caractéristique). La larve évolue parmi le plancton pendant quelques semaines avant de se fixer pour entamer sa métamorphose.

## Relations à l'homme
Cette espèce est comestible : elle est exploitée dans certains pays tropicaux pour l'export à destination de l'Asie du sud-est (principalement la Chine), où elle est consommée comme trepang de second choix en raison de sa saveur amère ; sa valeur commerciale est donc relativement faible.
Comme cette espèce est largement répandue, elle n'est pas considérée comme une espèce en danger par l'UICN.